# Nowy Don Kiszot
Nowy Don Kiszot czyli Sto szaleństw. Krotochwila we trzech aktach wierszem, ze śpiewami – trzyaktowa komedia Aleksandra Fredry z 1822.
Ostateczna wersja sztuki Nowy Don Kiszot powstała prawdopodobnie w 1822. Jest ona przerobioną i rozbudowaną wersją debiutanckiej komedii Fredry pt. Intryga naprędce z 1815. Pierwotnie sztuka miała zostać w wystawiona w 1822 w Warszawie staraniem Ludwika Osińskiego z muzyką Karola Kurpińskiego, jednak na skutek wielu problemów (zagubienie przesyłki, śmierć głównego aktora, opóźnienia ze skomponowaniem muzyki, kłopoty z cenzurą) ta inscenizacja nie doszła do skutku.
Po raz pierwszy sztuka została wystawiona we Lwowie w kwietniu 1824, zaś w Warszawie dopiero w 1827. Pierwodruk sztuki znalazł się w tomie drugim zbiorowego wydania dzieł Fredry z 1826 (s. 101–190). Około 1840 treść sztuki jako libretto swojej operetki wykorzystał Stanisław Moniuszko, zaś w 1890 muzykę napisał Zygmunt Noskowski. W XX i XXI w. sztuka była wystawiana przynajmniej 22 razy, w tym trzykrotnie w Teatrze Telewizji – w 1958 (reż. Maryna Broniewska), w 1960 (reż. Bogdan Trukan) oraz w 1990 (reż. Barbara Borys-Damięcka), a także dwukrotnie w Teatrze Polskiego Radia – w 1951 (reż. Irena Byrska) i w 1980 (reż. Jerzy Rakowiecki).

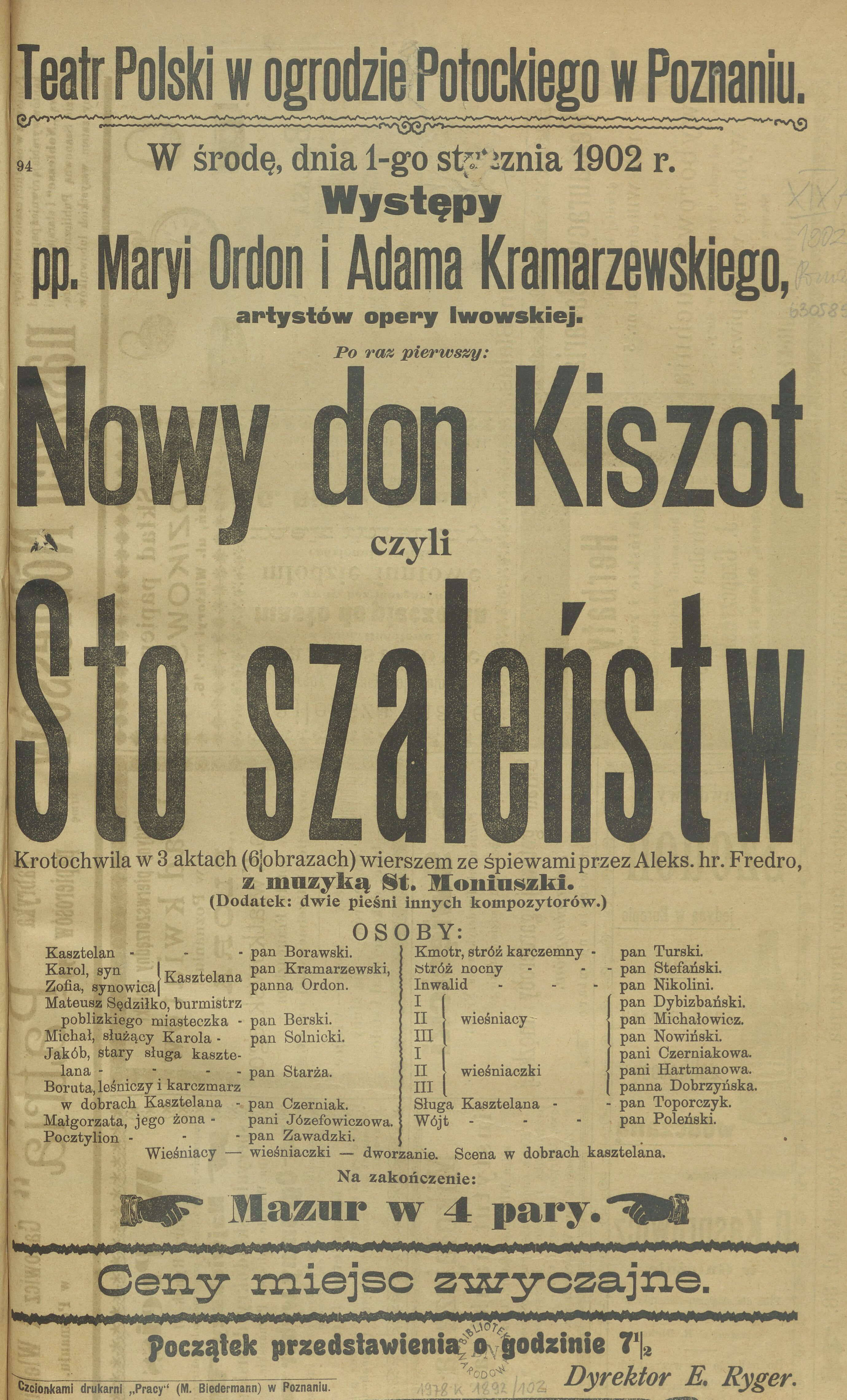
Afisz przedstawienia z 1902 z muzyką S. Moniuszki